# Jasmin Fischer
Jasmin Fischer (República Federal Alemana, 20 de junio de 1959-19 de junio de 1988) fue una atleta alemana especializada en la prueba de salto de longitud, en la que consiguió ser medallista de bronce europea en pista cubierta en 1981. Murió en 1988 en un accidente de tráfico.

## Carrera deportiva
En el Campeonato Europeo de Atletismo en Pista Cubierta de 1981 ganó la medalla de bronce en el salto de longitud, con un salto de 6.65 metros, siendo superada por las también alemanas Karin Hänel  que batió el récord del mundo con 6.77 metros, y Sigrid Heimann.